# 339
339 (CCCXXXIX) var ett normalår som började en måndag i den julianska kalendern.

## Händelser

### Okänt datum
- Eusebios av Caesarea färdigställer sin hagiografi över Konstantin den store, Vita Constantini (Konstantins levnad).
- Athanasius avsätts som Patriark av Alexandria.

## Födda
- Ambrosius, biskop av Milano

## Avlidna
- Eusebios, biskop av Caesarea Cappadociae och kyrkohistoriker (död omkring detta år)
- Abaye, babylonisk amora